# Lighthouse (pjesma Nine Kraljić)
"Lighthouse" (hrv. "Svjetionik"), naziv je pjesme s kojom je Nina Kraljić predstavljala Hrvatsku na izboru za Pjesmu Eurovizije 2016. godine u Stockholmu. Autori glazbe i teksta su austrijski duo Andreas Grass i Nikola Paryla, koji djeluju pod zajedničkim imenom POPMACHÉ. Glazbeni producent je Thorsten Brötzmann.
Svojom je izvedbom Nina Kraljić Hrvatsku ponovno, nakon sedam godina, dovela u finalnu večer Pjesme Eurovizije. Pjesma je skupila ukupno 73 boda i zauzela 23. mjesto.

## O pjesmi
Nina Kraljić rekla je da je sretna jer je pjesma kombinacija onoga što voli, odnosno modernoga zvuka i etno-glazbe:
Glazbu i tekst autori su pisali posebno za Ninu, koju su doživjeli kao vrlo ljubaznu i otvorenu osobu koja ima priču i iskrene emocije koje zna podijeliti s publikom:
Pjesma "Lighthouse" naći će se i na Nininu prvome albumu, koji snima za diskografsku kuću Universal Music.

## Vanjske poveznice
- HRT Magazin: Predstavljena pjesma Lighthouse s kojom Nina Kraljić nastupa na Eurosongu  Arhivirana inačica izvorne stranice od 4. travnja 2016. (Wayback Machine)
- "Lighthouse" na službenom YouTube kanalu Nine Kraljić
- www.eurosong.hrt.hr – Nina Kraljić  Arhivirana inačica izvorne stranice od 14. svibnja 2016. (Wayback Machine)
- www.eurosong.hrt.hr – Nina Kraljić održala prvu probu u Stockholmu  Arhivirana inačica izvorne stranice od 8. svibnja 2016. (Wayback Machine)
- www.eurosong.hrt.hr – Nina Kraljić na drugoj probi pokazala bijelu Zigmanovu haljinu  Arhivirana inačica izvorne stranice od 12. svibnja 2016. (Wayback Machine)